# چسترفیلد، نیوجرسی
چسترفیلد (به انگلیسی: Chesterfield Township) شهری در ایالت نیوجرسی کشور ایالات متحده آمریکا است که جمعیت آن در سرشماری سال ۲۰۱۰ میلادی، ۷٬۶۹۹ نفر بوده‌است.